# アンリ・トロワイヤ

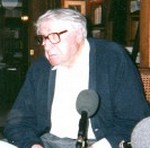
アンリ・トロワイヤ

アンリ・トロワイヤ（Henri Troyat, 1911年11月1日 - 2007年3月2日）は、フランスの小説家、伝記作家、随筆家。本名レヴォン・アスラン・トロシアン（Levon Aslan Torossian）、ロシア名レフ・アスラノヴィチ・タラソフ（Lev Aslanovich Tarasov）。ロシア皇帝や作家たちの評伝も著した。

## 経歴
アルメニア系ロシア人でモスクワ生まれ、幼時にロシア革命により両親とともにヨーロッパに移住、1920年にはパリに定住した。
1935年発表の処女作『ほの明り』 Faux Jour でポピュリスト賞を受賞。1938年にはジャン＝ポール・サルトルの『嘔吐』と争い、小説『蜘蛛』 L'Araigne でフランス文学の登竜門ゴンクール賞を獲得して一流作家の地位を確立した。異例の若さでアカデミー・フランセーズ入りし、死ぬまで欠かさず作品を発表しつづけた。その散文としての端正さはもとより、物語の巧みさ、芸術性の高さには全く衰えが見られなかった。生涯で100以上の作品を発表し、イヴァン4世、エカチェリーナ2世、アントン・チェーホフ、レフ・トルストイ、グリゴリー・ラスプーチンなどロシア史上の人物やロシア文学者の評伝は人気が高い。
2007年に95歳で死去。葬儀は同年3月5日、パリにある正教会の大聖堂：アレクサンドル・ネフスキー大聖堂（w:fr:Cathédrale Saint-Alexandre-Nevski de Paris）で行われた。

## 著作

### 小説
- 『蜘蛛』 L'Araigne（1938）、福永武彦訳、新潮文庫、1951年
- 『嵐の中の青春』 Le Téte sur les épaules（1951）、梅原成四訳、新潮文庫、1952年
- 『金牛宮』 Two Volumes、青柳瑞穂訳、新潮文庫（上下） 1952年
- 『喪の銀嶺』 De Gratte-ciel en cocotier（1955）
近藤等訳、白水社　1956年
- 『共同墓地－ふらんす怪談』 澁澤龍彦訳　初刊は村山書店 1957年／青銅社 1982年 
河出文庫、1987年、のち「澁澤龍彦翻訳全集3」河出書房新社
- 『エグルティエール家の人びと』 Les Eygletiere I（1965）
笹本孝訳、サイマル出版会 1973年
- 『石、紙、鋏』 La Pierre, la feuille et les ciseaux（1972）
小笠原豊樹訳、草思社 2004年、ISBN 4794212852
- 『クレモニエール事件』 L'Affaire cremonniere（1997）
小笠原豊樹訳、草思社 2004年
- 『サトラップの息子』 Le Fils du Satrape（1998）。自伝的小説
小笠原豊樹訳、草思社 2004年、ISBN 4794212836
- 『レールモントフの数奇な運命』 L'Etrange Destin de Lermontov（1952）
福住誠訳、新読書社 2003年
- 『帝政末期のロシア』 La vie quotidienne en Russie au temps du dernier tsa（1959）
福住誠訳、新読書社 2000年
- 『恐るべき女帝たち』 福住誠訳、新読書社 2002年
- 『ユーリーとソーニャ―ロシア革命の嵐の中で』 
山脇百合子訳、福音館書店 2007年、太田大八画、児童書
- 『仮面の商人』 小笠原豊樹訳、小学館文庫 2014年

### 伝記
- 『ドストエフスキー伝』 Dostoievski（1940） 
村上香住子訳 中央公論社 1982年、中公文庫 1988年
- 『ロシヤ文豪列伝』 Ecrivains rousses, in Sainte Russie
大塚幸男訳、<白水叢書>白水社 1983年
- 『プーシキン伝』 Pouchkine（1946）
篠塚比名子訳、水声社 2002年、ISBN 4891764821
- 『ゴーゴリ伝』 Gogol（1971）
村上香住子訳 中央公論社 1983年
- 『女帝エカテリーナ』 Catherine la Grande（1978）
工藤庸子訳、中央公論社、1981年、中公文庫（上下） 1985年、新版2002年。※池田理代子による劇画版（新版・講談社）がある。
- 『大帝ピョートル』 Pierre le Grand（1979）
工藤庸子訳、中央公論社、1981年、中公文庫 1987年、新版2002年
- 『アレクサンドル一世－ナポレオンを敗走させた男』 Alexandre premier（1981）
工藤庸子訳、中央公論社、1982年、中公文庫 1988年、新版2003年
- 『イヴァン雷帝』 Ivan le Terrible（1982） 
工藤庸子訳、中央公論社、1983年、中公文庫 1987年、新版2002年
- 『チェーホフ伝』 Tchekov（1984） 
村上香住子訳、中央公論社、1987年、中公文庫、1992年
- 『トゥルゲーネフ伝』 Turgenev（1985） 
市川裕見子訳、水声社、2010年、ISBN 4891767804
- 『フロベール伝』　Gustave Flaubert（1988） 
市川裕見子・土屋良二訳、水声社、2008年、ISBN 4891766867
- 『モーパッサン伝』 Maupassant（1989）
足立和彦訳、水声社、2023年
- 『ヴェルレーヌ伝』 　Verlaine（1993） 
沓掛良彦・中島淑恵訳、水声社、2006年
- 『ボードレール伝』 Baudelaire（1994）
沓掛良彦・中島淑恵訳、水声社、2003年
- 『バルザック伝』 Balzac（1995）
尾河直哉訳、白水社、1999年

## 伝記：日本語訳未出版
- トルストイ伝（1965年）
- アレクサンドル2世（1990年）
- ニコライ2世（1991年）
- エミール・ゾラ伝（1992年）
- ラスプーチン伝（1997年）
- チャイコフスキーとメック夫人（2003年）
- アレクサンドル3世伝（2004年）
- パステルナーク伝（2006年）